# Soufrière (Saint-Vincent)
Pour les articles homonymes, voir Soufrière.
La Soufrière, également appelé Soufrière de Saint-Vincent, est un volcan de Saint-Vincent-et-les-Grenadines situé sur l'île de Saint-Vincent.

## Géographie

### Localisation
La Soufrière est située dans les Petites Antilles, dans l'État de Saint-Vincent-et-les-Grenadines, dans le nord de l'île principale de Saint-Vincent, à l'opposé de la capitale Kingstown située dans le sud de l'île. Occupant le territoire des paroisses de Saint-David à l'ouest et de Charlotte à l'est, la montagne est entourée par les villes de Wallibou et de Chateaubelair au sud-ouest, Fancy au nord, Orange Hill et Georgetown au sud-est ainsi que par le pic Richmond et le mont Brisbane au sud. La Soufrière est le volcan aérien le plus septentrional de Saint-Vincent-et-les-Grenadines et le seul actif de l'île de Saint-Vincent.

### Topographie
Culminant à 1 220 mètres d'altitude, la montagne est formée d'un volcan Somma dont le cône principal est couronné par un cratère de 1,6 kilomètre de diamètre dont le rebord nord-est est entaillé par un autre cratère plus petit,. Ce cône est entouré au nord et à l'est par le rebord d'une caldeira de 2,2 kilomètres de diamètre, point culminant du volcan, qui est connectée à un autre escarpement partant en arc de cercle de la caldeira pour rejoindre la mer des Caraïbes,.

### Géologie
Les éruptions de la Soufrière sont majoritairement explosives, d'indice d'explosivité volcanique de 0 à 4 avec la production de panaches volcaniques, de nuées ardentes et de lahars ce qui classe ce volcan parmi les volcans gris engendrés par une subduction. Ces éruptions ont recouvert en grande partie le nord de l'île de Saint-Vincent de dépôts pyroclastiques tels que des cendres, des scories et d'autres téphras qui ont parfois été remaniés en formant des lahars. Les coulées de lave sont quant à elles moins fréquentes et datent toutes du Pléistocène.

## Histoire

### Activité éruptive
La phase géologique actuelle de l'activité volcanique de la Soufrière a débuté il y a 4 300 ans avec des éruptions explosives qui ont produit des dépôts pyroclastiques couvrant le Nord de l'île de Saint-Vincent. La première éruption répertoriée par des Occidentaux remonte à 1718 et huit autres suivent jusqu'à celle débutée le 27 décembre 2020.
Deux grandes éruptions d'indice d'explosivité volcanique de 4 se sont produites sur la Soufrière. La première qui s'est déroulée du 27 avril au 9 juin 1812 dans le cratère principal est à l'origine de la création du petit cratère situé au nord-est du principal,. Un total de 550 millions de mètres cubes de téphra sont émis sous la forme de panaches volcaniques et de nuées ardentes engendrant des lahars qui entraînent des dégâts matériels ainsi que des morts malgré l'évacuation de la population. La seconde se déroule du 30 mars au 6 mai 1902 dans le cratère principal avec des explosions phréato-magmatiques. Similaire dans ces effets et conséquences à l'éruption de 1812, un total de 380 millions de mètres cubes de téphra sont émis sous la forme de panaches volcaniques et de nuées ardentes recouvrant le nord de l'île et engendrant des lahars et des tsunamis qui entraînent là aussi des dégâts matériels et 1 600 morts en dépit de l'évacuation de la population,,. Cette éruption s'est déroulée quelques jours seulement avant l'éruption dévastatrice de la montagne Pelée de la Martinique, située sur le même arc de subduction.
L'éruption du 4 octobre 1971 au 20 mars 1972 voit la formation d'un dôme de lave andésitique et basaltique d'un volume de 80 millions de mètres cubes de lave dans le cratère principal ainsi que la formation d'un panache volcanique s'élevant à vingt kilomètres d'altitude,,. Ce dôme de lave devient une île lorsqu'un lac d'eau chaude (plus de 81 °C) se met en place dans le cratère. Le dôme s'accroît jusqu'à mesurer 68 mètres de hauteur. Mais lac et dôme de lave disparaissent au cours de l'éruption du 13 avril au 26 octobre 1979, à la suite d'une série d'explosions phréato-magmatiques. Cette phase éruptive permet la mise en place d'un nouveau dôme de lave d'un volume de 47 millions de mètres cubes de lave, soit 130 mètres de hauteur pour un diamètre de plus de 840 mètres. Ce dôme de lave présente sur un de ses flancs une zone de fumerolles toujours active depuis l'éruption.

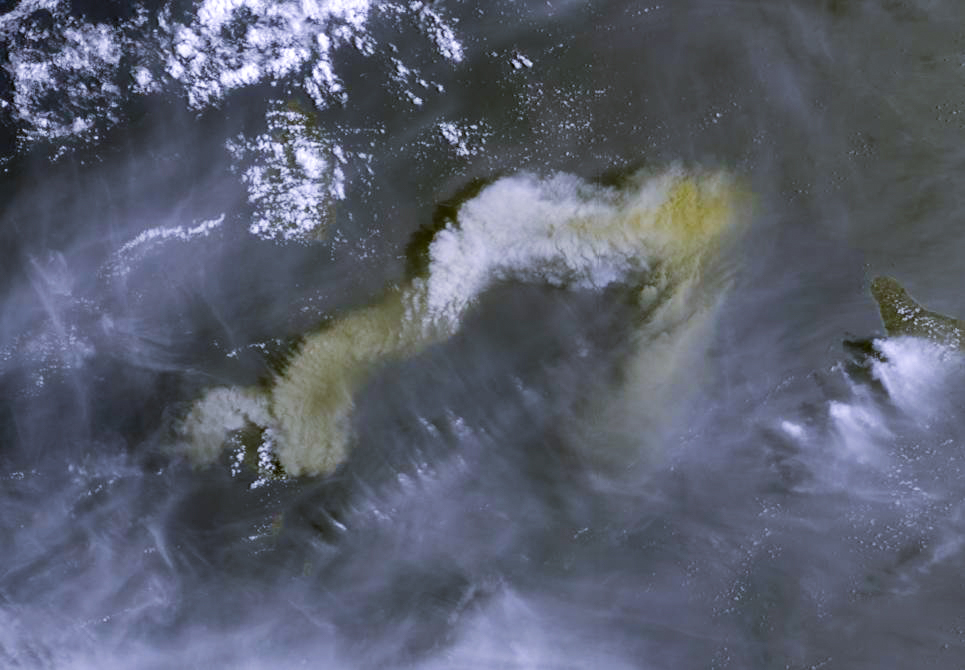
Panache volcanique vu le 9 avril 2021 par le satellite Sentinel-3

Le 27 décembre 2020, le volcan entre dans une nouvelle phase éruptive avec la mise en place rapide d'un nouveau dôme de lave ; le 19 mars 2021, ses dimensions sont estimées à 105 mètres de hauteur pour 243 mètres de largeur et 943 mètres de longueur, soit un volume d'environ 13,13 millions de mètres cubes. Le 8 avril 2021 à 17 h, à la suite d'une brusque augmentation de l'activité volcanique, les autorités relèvent le niveau d'alerte au niveau 4, le plus élevé, et ordonnent l'évacuation de la partie Nord de l'île, soit une quinzaine de villages, entraînant le déplacement de 20 à 30 000 personnes,. Quelques minutes après ces déclarations gouvernementales, une activité effusive se met en place sur le dôme de lave avec une apparition de la lave en surface et un fort dégazage, prélude à une phase explosive selon les volcanologues. Le 9 avril, le volcan explose pour la première fois depuis 1979, propulsant un panache de cendres à plus de dix kilomètres d'altitude qui se déplace vers le nord-est,.

### Surveillance
Cette activité éruptive récente et explosive ont contraint les autorités saint-Vincentaises-et-Grenadines à surveiller la Soufrière via un observatoire volcanologique géré par l'université des Indes occidentales qui dispose de plusieurs stations GPS réparties sur l'île de Saint-Vincent dont deux à proximité immédiate du cratère principal, de sismomètres répartis sur l'ensemble de l'île ainsi que de gravimètres dans le nord de l'île et qui procède aussi à des échantillonnages et des analyses de gaz volcaniques. L'observatoire a également dressé une carte du risque volcanique pour l'île de Saint-Vincent, risque augmentant au fur et à mesure que l'on s'approche du nord de l'île, donc de la Soufrière.